# Solva lugubris
Solva lugubris är en tvåvingeart som beskrevs av Szilady 1941. Solva lugubris ingår i släktet Solva och familjen lövträdsflugor.
Artens utbredningsområde är Azerbajdzjan. Inga underarter finns listade i Catalogue of Life.